# 덜스

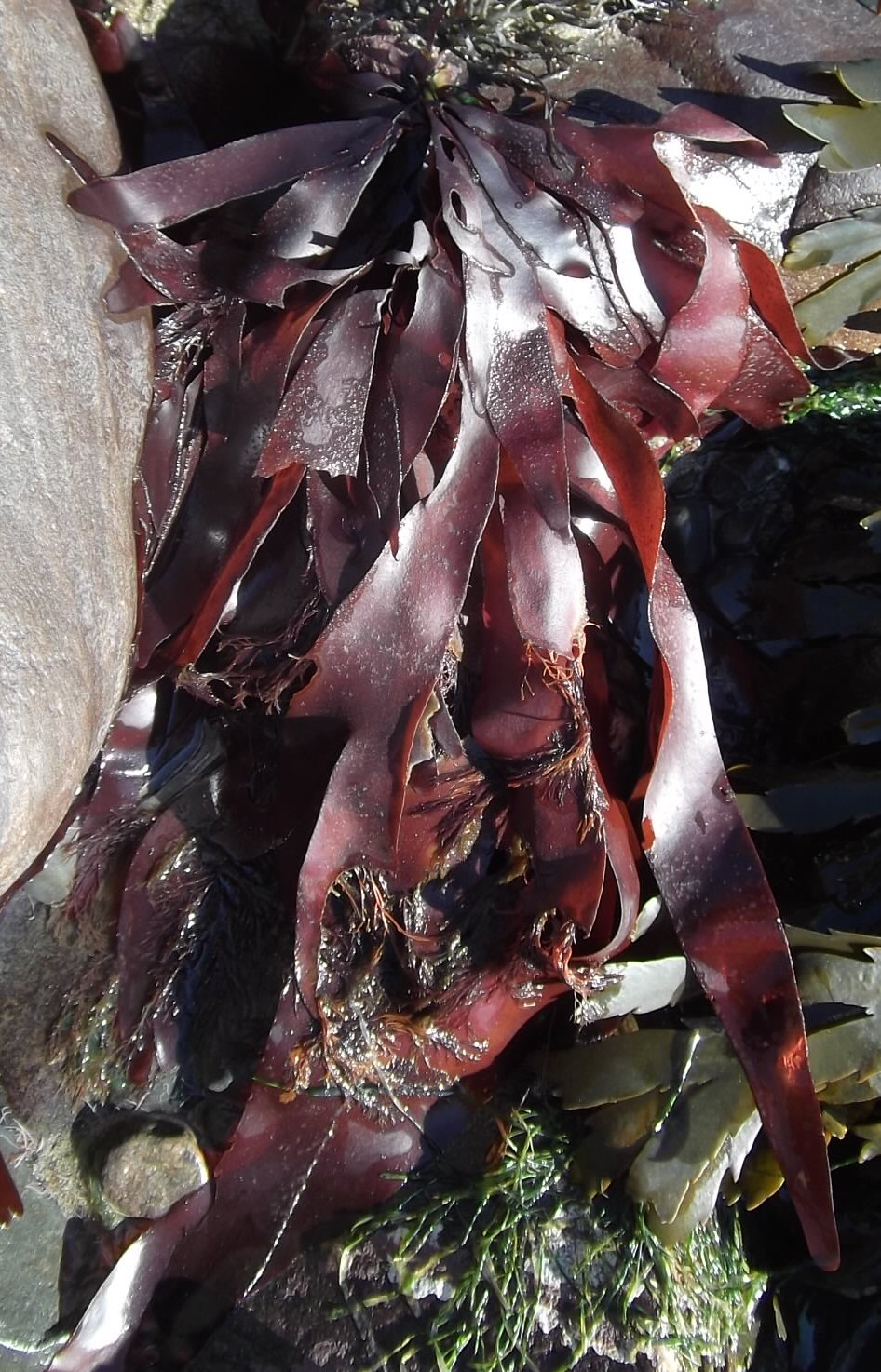

덜스(학명: Palmaria palmata, dulse, dillisk, dilsk, red dulse, sea lettuce flakes, creathnach)는 홍조식물이며 과거에 Rhodymenia palmata로 호칭된 식물이다. 대서양와 태평양의 북부 해안에서 자란다. 잘 알려진 스낵 음식이다. 아이슬란드에서는 söl이라는 이름으로 알려져 있으며 수세기에 걸쳐 식이 섬유의 중요한 원천이 되고 있다.

## 역사
이 종의 최초 기록은 스코틀랜드 아이오나섬이며 여기서 기독교 수도사들이 적어도 1400년 전에 이 식물을 경작했다.